# Hiệp Tân, Hòa Thành
Hiệp Tân là một phường thuộc thị xã Hòa Thành, tỉnh Tây Ninh, Việt Nam.

## Địa lý
Phường Hiệp Tân nằm ở phía tây bắc thị xã Hòa Thành, có vị trí địa lý:
- Phía đông giáp phường Long Hoa
- Phía tây giáp huyện Châu Thành
- Phía nam và đông nam giáp phường Long Thành Trung
- Phía bắc giáp thành phố Tây Ninh.

Phường Hiệp Tân có diện tích 6,52 km², dân số năm 2019 là 19.822 người, mật độ dân số đạt 3.040 người/km².

## Hành chính
Phường Hiệp Tân được chia thành 5 khu phố: Hiệp An, Hiệp Định, Hiệp Hoà, Hiệp Long, Hiệp Trường.

## Lịch sử
Phường Hiệp Tân trước đây là xã Hiệp Tân thuộc huyện Hòa Thành, được thành lập vào ngày 4 tháng 4 năm 1979 trên cơ sở tách 5 ấp: Hiệp Trường, Hiệp Hòa, Hiệp An, Hiệp Long và Hiệp Định của xã Hiệp Ninh.
Ngày 10 tháng 8 năm 2001, một phần diện tích và dân số của xã Hiệp Tân được điều chỉnh về thị xã Tây Ninh để thành lập phường 4 thuộc thị xã Tây Ninh (nay là thành phố Tây Ninh).
Sau khi điều chỉnh địa giới hành chính, xã Hiệp Tân còn lại 665 ha diện tích tự nhiên và 8.635 người.
Ngày 10 tháng 1 năm 2020, Ủy ban Thường vụ Quốc hội ban hành Nghị quyết số 865/NQ-UBTVQH14 (nghị quyết có hiệu lực từ ngày 1 tháng 2 năm 2020). Theo đó, thành lập phường Hiệp Tân thuộc thị xã Hòa Thành trên cơ sở toàn bộ 6,52 km² diện tích tự nhiên và 19.822 người của xã Hiệp Tân.